# Gymnocondylus
Gymnocondylus, monotipski rod glavočika, dio tribusa Eupatorieae. Jedina vrsta je brazilski endem G. galeopsifolius

## Opis
Gymnocondylus uključuje jednu zeljastu vrstu koja je poznata iz zbirke tipova iz Goiasa, Brazil. Sličan je Heterocondylusu, ali se razlikuje po tome što ima simetričan karpopodij i dlakave, a ne žljezdane režnjeve vjenčića.

## Sinonimi
- Eupatorium galeopsifolium Gardner; London J. Bot. 6: 446 (1847)
- Eupatorium rupestre Gardner; London J. Bot. 5: 474 (1846)